# Airsoft
 (janvier 2015).
Si vous disposez d'ouvrages ou d'articles de référence ou si vous connaissez des sites web de qualité traitant du thème abordé ici, merci de compléter l'article en donnant les références utiles à sa vérifiabilité et en les liant à la section « Notes et références ».

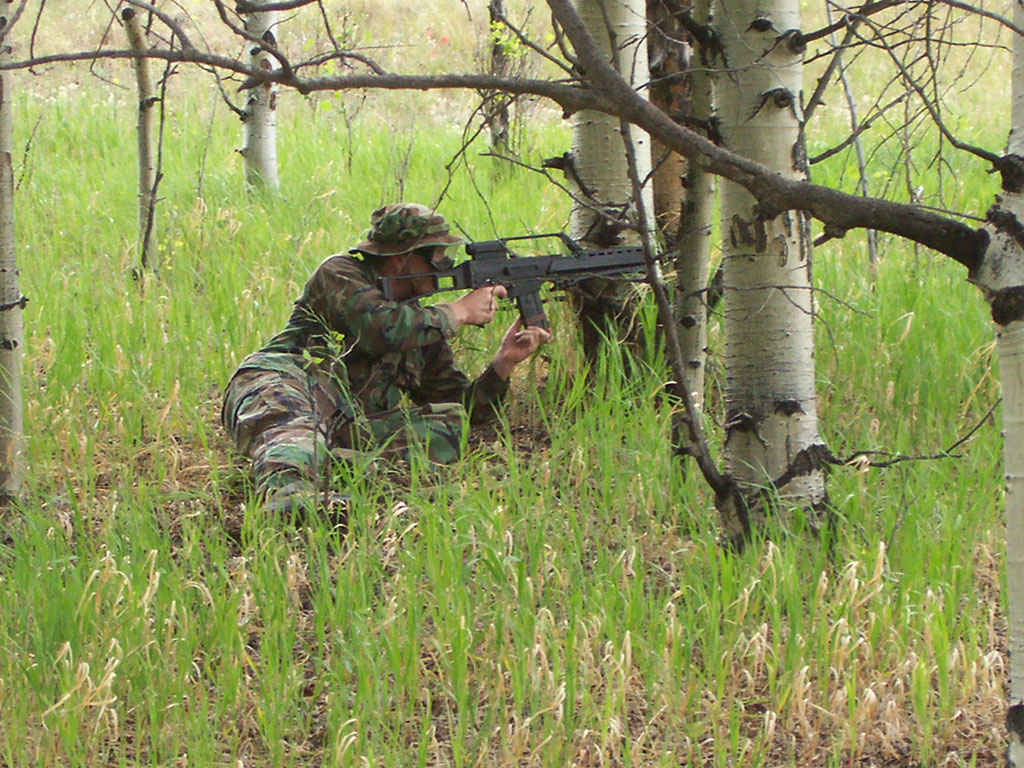
Joueur d'airsoft, équipé d'une réplique d'un HK G36.

L’airsoft est une activité de loisir dans laquelle les participants utilisent des répliques d'arme à feu, propulseurs de petites billes en plastique de 6 mm de diamètre et de masses différentes allant de 0,12 à 0,58 g,.
L'énergie cinétique de la bille peut varier jusqu'à deux joules (législation française concernant l'airsoft) selon la réplique et la température ambiante (pour les répliques à gaz ou à CO2). Pour la propulsion, les répliques peuvent utiliser de l'air comprimé, du gaz ou CO2 pressurisé, des batteries, ou, pour les répliques dites « spring », un simple ressort (rechargement et armement manuel).
Les répliques d'airsoft de plus de 0.08 joule sont, en France, en vente libre à toute personne majeure (18 ans révolus). Passé une énergie potentielle de deux joules, une réplique d'arme devient une arme aux yeux de la loi.
Ces répliques d'armes étaient à l'origine conçues pour la collection ou le tir sur cible. Des passionnés ont alors eu l'idée d'en utiliser dans une activité sportive en équipe dont l'un des principaux enjeux est l'élimination de l'équipe adverse. Tous les joueurs sont munis d'une protection oculaire obligatoire répondant à une réglementation stricte (EN166F pour les répliques de 0,08 J, EN166A ou B pour les autres). En l'absence de marque visible laissée sur les joueurs par l'impact des billes adverses (comme au paintball par exemple), la comptabilisation des touches est dépendante de la sincérité des joueurs touchés, d'où l'importance du fair-play dans cette discipline.
Il existe de nombreuses règles de jeu, toutes ont pour origine un scénario établi entre les joueurs avant le début de la partie. Il peut s'agir de la « capture du drapeau », « une bille par joueur » ou bien encore des scénarios qui impliquent « un VIP » que l'on doit protéger. Ces scénarios sont créés par les équipes elles-mêmes ou bien l'idée est simplement développée et/ou reprise en jouant sur d'autres terrains.
Il existe également des rassemblements nommés couramment « OP » ou « milsim » (simulation militaire) qui sont des parties pouvant s'étaler sur plusieurs jours comprenant des parties de nuit par exemple.

## Histoire de l'airsoft

### Interdiction des armes à feu au Japon
Au Japon, après la fin de la Seconde Guerre mondiale, la nouvelle constitution réglemente la détention des armes à feu pour la population civile à la suite du traité de l'armistice imposé par les États-Unis.
La réglementation rendait impossible la détention d'armes à feu au domicile, même dans le cadre d'une collection. Les armes neutralisées, quoique très coûteuses, étaient également bannies. Cependant, une demande soutenue existait de la part des collectionneurs, prêts à acquérir des répliques en plastique.
À la fin des années 1960 apparaissent grâce à la firme Maruzen, qui fut pionnière en la matière, des répliques d'armes coulées en plastique totalement inertes, à usage de collection. Parfois, ces répliques étaient faites en résine et métal avec des parties fonctionnelles à l'instar des vraies. Mais pour respecter la législation, ces répliques d'armes ne pouvaient bien entendu pas tirer de balles réelles.

### Premières répliques fonctionnelles
Vers le milieu des années 1970 et en respectant les lois japonaises rendant impossible la transformation d'un objet en arme à feu, des techniciens et ingénieurs comme Tanio Kobayashi débutent la transformation et la fabrication de répliques d'armes fonctionnelles, pouvant tirer. Ils font alors le choix de l'air comprimé et des billes de 6 mm de façon à contourner la loi et rendre ces premières répliques parfaitement légales.
La première réplique fonctionnelle commercialisée a été le fusil d'assaut de la Manufacture d'Armes de Saint Étienne (FAMAS). Au vu de l'engouement de certains collectionneurs pour ces « lanceurs répliques d'armes », reproduisant de façon identique l'aspect et les mécanismes des armes réelles et projetant des billes presque indolores, des jeux opposants deux ou plusieurs équipes voient progressivement le jour sous le nom de Survival Games ou Wargame. Les répliques prennent alors le nom d'airsoft guns, donnant ainsi le nom à une nouvelle discipline : l'airsoft.

### Problèmes des répliques à gaz
À leurs débuts, les airsoft guns étaient des lanceurs techniquement contraignants en raison de l'encombrement des bouteilles à air comprimé. Portées comme sac à dos elles étaient l'un des premiers freins au réalisme et à la liberté du joueur mais offraient en contrepartie une importante autonomie. Par la suite, vinrent des bouteilles compactes de type aérosol servant à remplir directement en gaz les chargeurs des répliques (comme un briquet) mais ce système était astreignant car il n'offrait pas une autonomie de jeu très grande : il fallait en effet transporter sur soi une ou plusieurs bouteilles de gaz ou des capsules de CO2 bruyantes. Il fallut attendre l'arrivée des premières répliques électriques, aussi faciles à utiliser qu'une vraie arme, pour voir l'airsoft se développer. Malheureusement, celles-ci doivent souvent être réparées à cause de « l'usure » ou de la mauvaise qualité de fabrication.

### Arrivée des répliques électriques

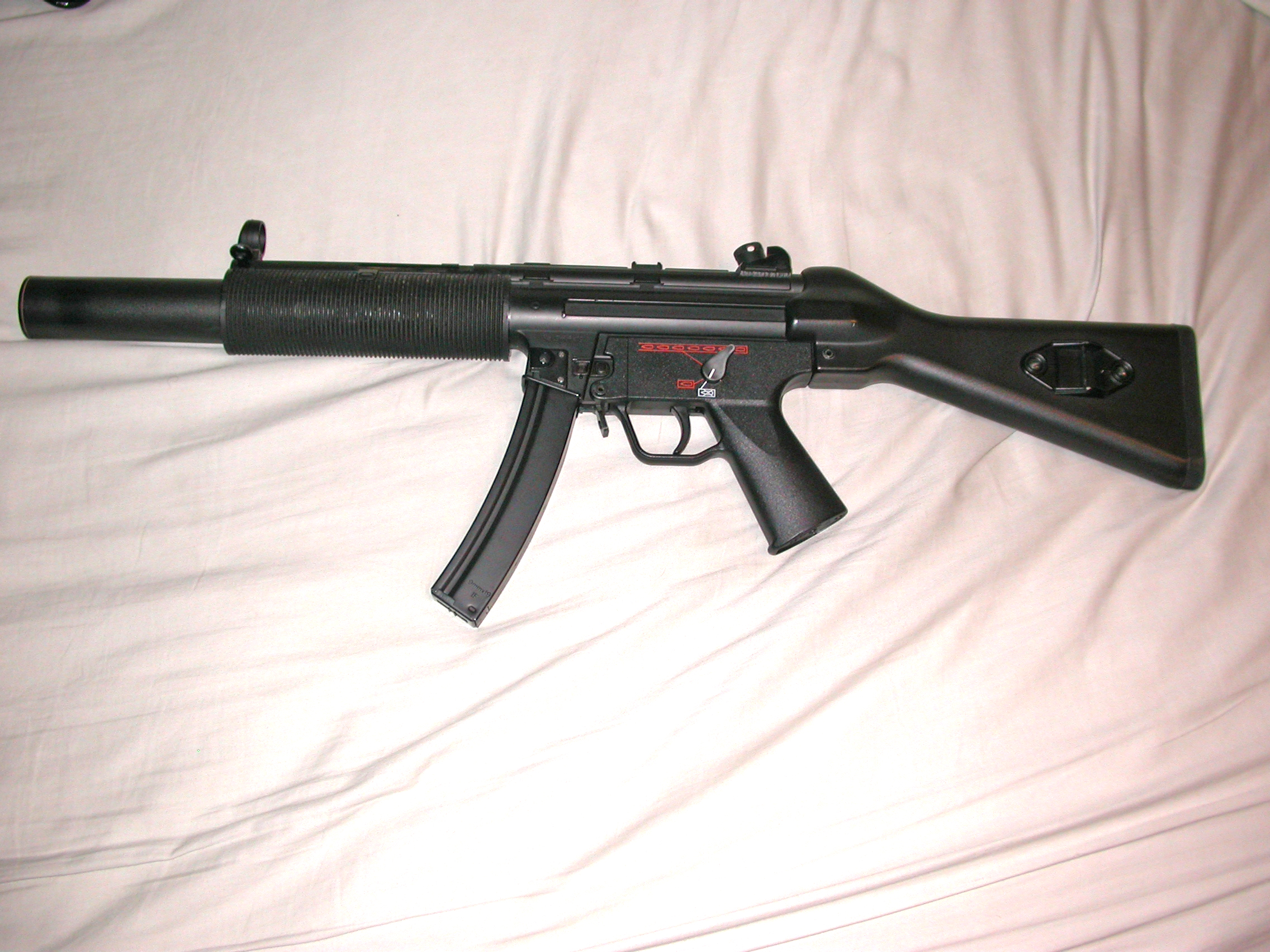
Une réplique électrique appelée AEG (Automatic Electric Gun) d'un MP5-SD5.

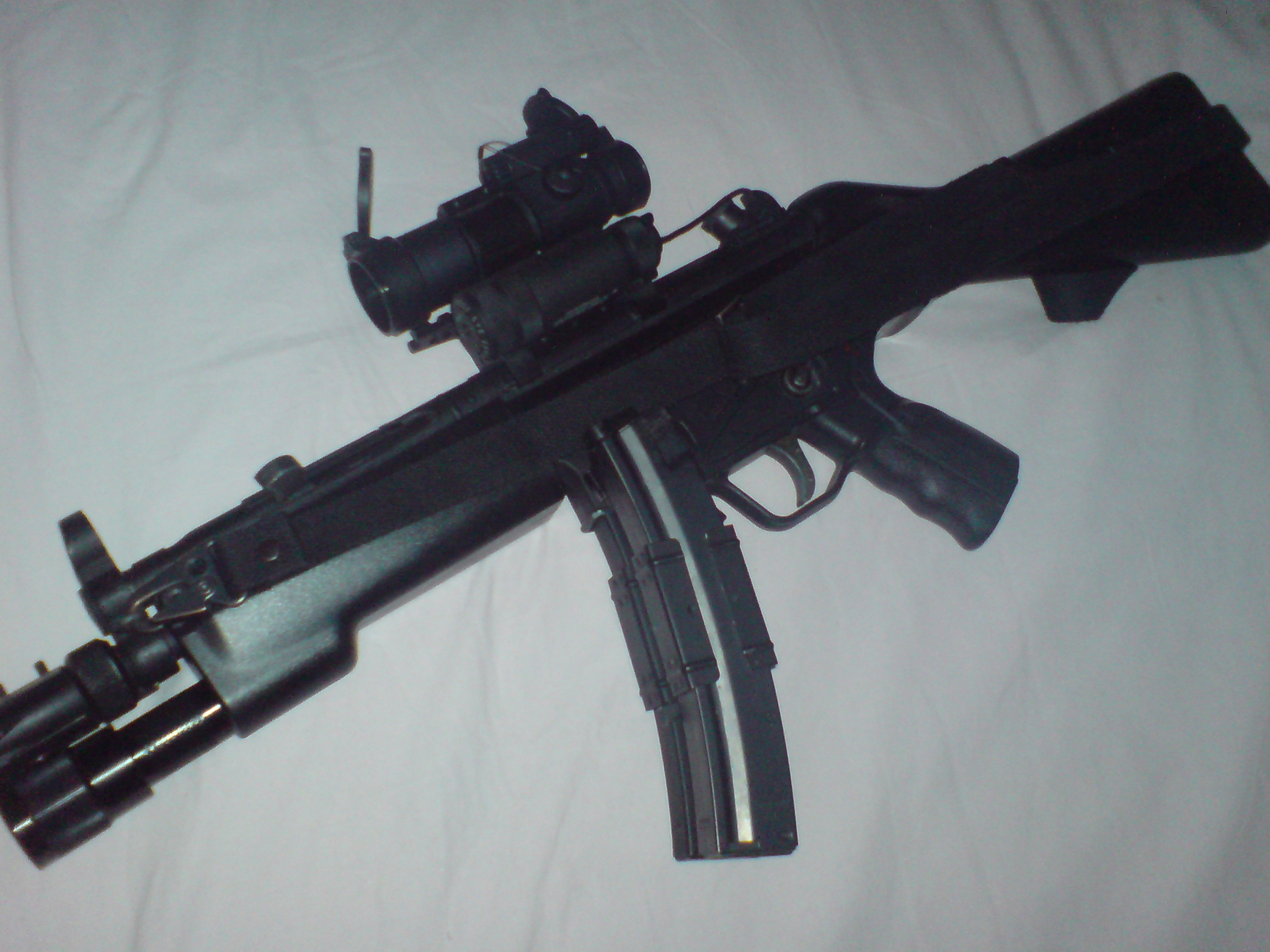
Une réplique de MP5-A2-TLF modifiée (red-dot, laser, coupleur de chargeurs, sangle, garde-main tactique d'origine).

À partir de 1986, Tokyo Marui, société japonaise alors spécialisée dans le modélisme bas de gamme, se lance dans le secteur de l'airsoft en produisant des répliques d'armes dites à spring, c'est-à-dire à ressort.
L'air comprimé est alors fourni par un piston poussé par un ressort, mais il faudra attendre 1991 pour qu'un système d'engrenages entraînés par un moteur électrique au sein d'un boitier à engrenages, ou « gearbox », naisse : il s'agit des premiers Automatic Electric Guns (AEG). La facilité d'utilisation et d'entretien de ce type de réplique est telle qu'elle devient au début des années 1990 le principal déclencheur du succès de l'activité airsoft.
L'un des fleurons de la marque sera la réplique du FAMAS français qui connaîtra immédiatement un franc succès. Suivent alors rapidement les M16A1 et M16 VN (Vietnâm), puis le CAR-15 et le XM 177E2, et enfin le H&K MP-5 : la marque étend ensuite sa gamme de produits à plusieurs dizaines de modèles de répliques.
En 1993, Tokyo Marui invente et fait breveter le système Hop-up qui permet d'augmenter la portée des billes sans augmenter la vitesse de sortie de ces dernières. Il s'appuie sur l’effet Magnus, découvert par le chimiste allemand Heinrich Gustav Magnus (1802-1870), qui explique notamment les effets de balle dans les activités sportives. Le système, grâce à une pièce de caoutchouc, exerce une friction sur la bille au moment de sa propulsion, la faisant tourner sur elle-même et, tel un lift au tennis, permettant ainsi de la faire « voler ».
L'ensemble des technologies développées par Tokyo Marui est aujourd’hui à la base des gammes d'AEG des autres constructeurs et l'innovation en la matière reste encore, pour une part significative, de nationalité japonaise : en témoignent les nouvelles gammes « next gen » de la marque ou encore les modèles « PTW » de la marque concurrente Systema (en).

## Répliques

### Réplique à ressort
Par réplique à ressort ou spring, on entend une réplique dont la propulsion de la bille se fait par de l'air comprimé à l'aide d'un piston à ressort. Ce ressort est mis en compression avant le tir par l'utilisateur.
Dans cette catégorie, il existe principalement deux catégories de répliques :
- les bolts ou répliques de précision : généralement limités en billes, ils bénéficient généralement d'améliorations installées par les joueurs, comme un canon dit « de précision », un ressort plus raide augmentant l'énergie potentielle de la réplique et toutes autres pièces utiles à l’amélioration de la portée et de la précision. Ils sont relativement peu bruyants mais leur cadence de tir est limitée et la force employée pour réarmer leur ressort à chaque tir augmente proportionnellement à la raideur du ressort utilisé. Ces répliques de fusil de précision peuvent avoir une énergie potentielle allant jusqu'à deux joules, limite légale en France, mais peuvent néanmoins dépasser facilement cette limitation contrairement à certaines autres types de répliques limités par des mécanismes internes compliqués et fragiles. Il est néanmoins important de noter que pour les très grosses énergies potentielles, ces répliques spring deviennent obsolètes face à un bolt directement alimenté en air comprimé à cause de leur difficulté à les recharger. Leur utilisation, conditionnée par leurs caractéristiques, implique ainsi de fait une méthode de jeu se voulant plus élaborée et prenant appui sur l'art du camouflage, la discrétion et la précision des tirs. Les joueurs adoptant cette méthode sont considérés comme snipers ;
- les autres répliques ne rentrant pas dans la première catégorie sont classées comme réplique spring ou manuelle. Ces répliques ressemblent le plus souvent à des pistolets, mais il existe aussi des modèles de type fusil d’assaut. Elles ont souvent une faible énergie potentielle et une piètre précision face à leurs concurrentes directes (AEG, GBBr, etc.). Ces répliques ne sont généralement pas du tout utilisées en jeu.

### Réplique à gaz
Les répliques à gaz se divisent en plusieurs catégories :
- GBB (Gas Blow-Back) : leur principe de fonctionnement repose sur le principe du semi-automatique, chaque pression sur la détente déclenche la percussion d'une valve qui va libérer une partie du gaz. Celui-ci va propulser la bille et actionner un bloc pompe qui va avoir pour effet de ramener la culasse en arrière puis en avant au moyen d'un ressort de rappel. Ceci permet l'introduction d'une nouvelle bille dans la chambre de tir. Étant donné leur principe actif (le gaz, souvent un réfrigérant ou un dérivé du propane à l'état liquide), les performances (énergie cinétique notamment) sont fortement influencées par la température ambiante. En effet, en dessous de 0 °C ou par faible température, presque aucun GBB ne fonctionne correctement, le gaz n'ayant pas la possibilité de se dilater correctement. Ces répliques peuvent soit tirer en coup par coup (semi-automatique) ou en rafales (automatique) suivant leur type et leur mécanisme interne. Les mécanismes GBB ont l'intérêt du réalisme en simulant le recul de la culasse. Mais contrairement aux armes réelles, le canon a plutôt tendance à plonger lors du tir (alors qu'il se cabre sur une arme réelle). Cela s'explique par le fait que la quantité de mouvement du projectile est minime. L'effet mécanique du gaz consiste essentiellement à projeter la culasse vers l'arrière, l'effet de recul s'appliquant alors au reste de la réplique et provoquant son pivotement vers l'avant ;
- GBBr (Gas Blow-Back Rifle) : même principe que pour les GBB, mais appliqué sur une réplique de fusil d'assaut ;
- NBB (Non Blow-Back), parfois GNB (Gas Non-Blowback) : réplique dont la culasse n'effectue pas un mouvement d'aller retour lors du tir. Le système est simplifié a l'extrême : ici le gaz ne sert qu'à propulser les billes. La culasse n'étant plus mobile, il en résulte une économie en gaz non négligeable et une meilleure fiabilité. Le chargement des billes s'effectue par un système mécanique actionné par la détente de la réplique, ce qui explique la relative dureté de la course de détente. Ces répliques ne tirent qu'en semi-automatique, puisque les modes de tir automatique requièrent un mouvement de chargement ;
- CO2 : les répliques qui utilisent du dioxyde de carbone, notamment certaines répliques automatiques, l'air étant contenu dans des bouteilles similaires à celles employées au paintball, des sparklets. Les répliques à CO2 peuvent avoir une culasse mobile (type GBB). À noter que certaines de ces répliques ont une énergie potentielle relativement plus importante que celle des GBB conventionnels (environ 400 ft/s - 120 m/s) et sont donc habituellement peu utilisées en partie d'intérieur pour prévenir des blessures. (CQB) ;
- il existe une modification de certains GBBR permettant de relier le réservoir de gaz du chargeur à une bonbonne via un boyau spécial que les utilisateurs appellent le système HPA (sigle pour High Pressure Air), ou littéralement « air à haute pression ». Quelques répliques et pièces connues sont adaptées à l'utilisation de ce système comme la plateforme Polarstar, Wolverine SMP, Daytona et Tippmann. Les gros avantages sont que le joueur peut passer plusieurs chargeurs sans devoir remplir son gaz, la suppression de la perte d'énergie potentielle due à l'expansion et le refroidissement de l'air résultant en une meilleure consistance dans la précision et l'énergie cinétique des tirs et la capacité de jouer l'hiver. Des groupes de pièces imitant une cartouche de CO2 permettent aussi la conversion de quelques pistolets dont le chargeur utilise normalement ces cartouches comme source de gaz ;
- lance-grenades : certains AEG peuvent être équipés de lance-grenades, notamment les M16 et dérivés, les G36, les AK47 et dérivés et les tout nouveaux SCAR. Ces accessoires se fixent de deux manières différentes suivant les modèles :
  - soit directement sous le canon à la place du garde-main (démontage partiel souvent nécessaire),
  - soit sur un rail au standard 20 mm (type « Picatinny ») attaché au garde-main (rapidement détachable).

Les grenades fonctionnent selon le principe de la chevrotine et sont alimentées par du gaz. Les billes sont placées dans des tubes situés à l'avant de la grenade (de 18 à 200 billes dans 12 tubes en général), et la grenade est insérée dans le lance grenade. La visée est relative car les billes retombent vite, le système n'étant pas équipé de hop-up.
Certaines grenades tirent des grosses balles en caoutchouc ressemblant à des flashballs, mais cette variante est extrêmement rare.

### Réplique électrique

Une gearbox de type V2 animée.

Le lanceur automatique AEG (Automatic Electric Gun) ou AEP (Automatic Electric Pistol) pour les répliques d'arme de poing. Ces répliques éjectent les billes (en semi-automatiques ou en rafales) grâce à un système électrique contenu dans un composant appelé gearbox : un moteur électrique entraîne des engrenages, entraînant eux-mêmes un piston qui va comprimer un ressort. À la fin du cycle, les engrenages relâchent le piston qui va, par la détente rapide du ressort, comprimer un volume d'air plus ou moins grand suivant le cylindre installé. Du fait du faible prix de l'électricité, ces répliques sont peu onéreuses à l'usage.
Ces répliques permettent une utilisation soutenue et une autonomie assez élevée en fonction de l'énergie potentielle et la capacité de la batterie utilisée. Leur énergie potentielle est modifiable par simple changement du ressort, mais le renforcement de nombreuses autres pièces peut s'avérer nécessaire afin de conserver la fiabilité de la réplique et éviter les casses.
Les types de batteries utilisées évoluent avec les progrès du modélisme classique : les batteries de type NiCd, NiMH sont les plus utilisées, mais sont sources de problèmes divers tels que l'obligation de décharger intégralement la batterie avant recharge (pour les NiCd) et une sensibilité aux conditions atmosphériques (perte d'autonomie par temps froid).[réf. nécessaire]
Un nouveau type de batterie, les LiPo tend à se répandre dans l'airsoft, surtout grâce à un prix réduit comparé aux autres types de batteries, et aussi grâce à un gain d'autonomie.
Cependant, les LiPo demandent plus d'attention que les NiMH ou NiCd, car elles sont sensibles aux chocs, et il est donc fortement conseillé d'utiliser un sac en kevlar pour les stocker, transporter, ou charger (surtout pour minimiser les risques de dégâts importants si l'enveloppe de la batterie LiPo a été dégradé et prend feu). Cependant, malgré la mauvaise réputation qu'ont ces batteries LiPo, pour peu que l'utilisateur soit soigneux, elles ne présentent pas plus de risques qu'un autre type de batterie.

### Accessoires et personnalisation
La personnalisation des répliques d'airsoft est de plus en plus à la mode depuis quelques années. Elle consiste à effectuer des modifications plus ou moins importantes à une réplique, allant d'une légère modification de l'énergie potentielle à un remaniement complet de l'aspect tant esthétique que technique, débouchant ainsi sur des répliques au caractère « unique ». Des joueurs coréens ont ainsi créé de toutes pièces un AEG dont l'énergie potentielle est très importante, à double canon, doté d'une gestion électronique à affichage numérique de l'énergie développée. Les répliques qui se prêtent le plus volontiers au custom sont les répliques de type « Armalite » (M-16 et dérivés), du fait de leur popularité (cinéma, télévision, jeux vidéo, etc.) et du très grand nombre d'accessoires et pièces disponibles sur Internet et en magasin.
Les accessoires les plus courants comprennent les lunettes de visées, les lampes tactiques et les poignées. Ces dispositifs peuvent la plupart du temps se fixer facilement et rapidement grâce à des rails standardisés. Il est également possible d'y attacher de cette manière tout accessoire compatible comme un viseur point rouge, ou même un lance-grenades.
Pour les joueurs les plus avancés, il est possible de modifier les caractéristiques d'une réplique (énergie potentielle, cadence, précision, fiabilité, etc.) en changeant certaines pièces internes comme le ressort, les engrenages, le canon et tout autres pièces nécessaires au bon fonctionnement du lanceur. En effet, de nombreux accessoiristes proposent des pièces détachées compatibles d'une meilleure qualité que les pièces d'origine du constructeur. Pour les experts, créer soi-même des pièces est possible. Des masques peuvent être utilisés pour l'airsoft et aussi le paintball.

### Billes

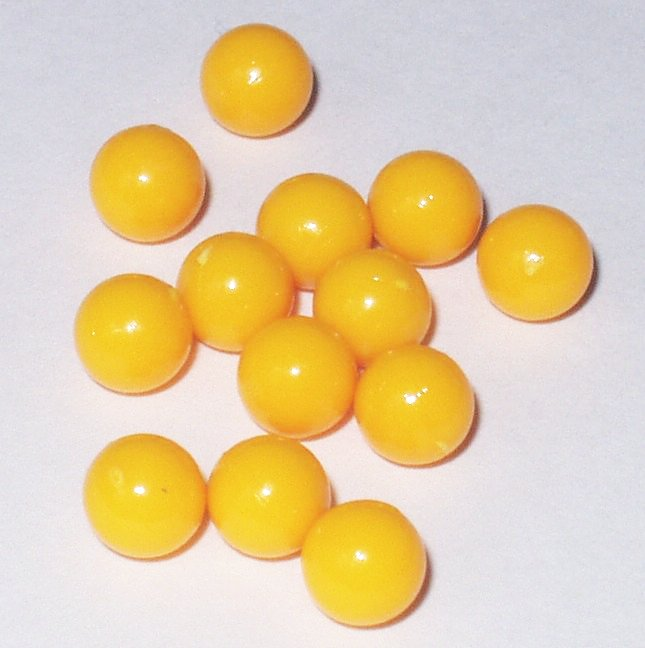
Billes d'airsoft de 0.12 g.

Les billes d'airsoft ou bbs ont un diamètre de 6 ou 8 mm sur certains modèles produits par la firme Marushin. Le plus souvent les billes sont en plastique mais peuvent être biodégradables et sont alors à base d'amidon de maïs ou d'un mélange de résine et de fragments d'orge. La fabrication de ces billes biodégradables est sujette aux normes européennes ; un certificat de conformité peut être obtenu sur simple demande à la marque de la bille. La durée de fragmentation des billes est sensiblement identique en apparence. Cependant, les billes en matière plastique polluent fortement les sols pendant plusieurs centaines d'années tandis que les billes biodégradables disparaissent au bout de quelques années. Les billes biodégradables sont ainsi rapidement devenues la "norme" lors de parties au sein d'une organisation ou sur un terrain prévu à ce type d'activités.
Il existe différentes calibrages de billes et différents poids allant de 0,12 à 0,45 g et même plus (on peut trouver des billes de 0,48 g en diamètre 8 mm chez Madbull notamment). La vitesse de sortie baisse proportionnellement à l'augmentation du poids de la bille, mais sa stabilité dans l'air s'en trouve alors accrue. Elle permet ainsi d'avoir une trajectoire plus stable. Le choix du grammage est choisi selon le type de réplique et ses conditions. On choisira de préférence un grammage léger pour les répliques de faible énergie potentielle (pistolets à ressort par exemple) afin d'augmenter leur portée, un grammage moyen pour les répliques ayant un mode de tir automatique (fusils d'assaut, mitraillettes, certains pistolets) pour accroître la précision, un grammage lourd pour les répliques à forte énergie potentielle manuelles à répétition (fusils sniper, fusils à pompe, etc.) pour avoir un maximum de précision tout en conservant une portée élevée due à l'énergie potentielle plus importante de ces répliques.
Mais il y a aussi les conditions climatiques et topologiques qui peuvent être un facteur de choix de grammage des billes :
- le vent influe sur la trajectoire des billes, augmenter le grammage permet dans une certaine mesure de conserver la précision des tirs ;
- la topographie du terrain influe sur les distances d'engagement, réduire le grammage permet d’accroître légèrement la portée des tirs.

## Mesures de sécurité
De par son principe même, a savoir la projection de projectiles rigides, l'airsoft peut causer, en l'absence de mesures de prévention, des blessures légères à graves. Il est donc nécessaire de mettre en place des mesures afin d'éviter ces problèmes.
Liste non exhaustive des zones potentiellement dommageables par un projectile d'airsoft (6mm ;E inf. 2J):
- les yeux sont les organes les plus exposés lors d'une partie d'airsoft. Une bille peut en effet provoquer un décollement de la rétine ou même crever l'œil suivant les circonstances.
- les dents sont également une zones à protéger. En effet, les projectiles peuvent abîmer ou casser une dent et ce à toutes les distances et toutes les énergies, la résistance d'une dent au choc étant conditionnée à la qualité de son émail.
- dans la plupart des cas, les projectiles ne provoqueront pas de lésions sur l'épiderme. Il peut arriver cependant qu'à courte distance ou en cas d'utilisation de fortes puissances, un bleu voire une lésion superficielle apparaisse et ce même avec un vêtement de protection. Pour prévenir ce genre de blessure bénigne mais désagréable, il est donc conseillé de mettre en place des distances d'engagements minimales ou encore de ne pas jouer avec des vêtements légers.

Mesures nécessaires :
- une protection oculaire. On trouve des protections de plusieurs types : masque grillagé, masque intégral type paintball, lunettes de tir, etc. Il est impératif que la protection utilisée soit prévue et éprouvée pour résister aux impacts de billes ou tout autre projectile plus véloce. Il est recommandé qu'elles protègent l'intégralité du visage. En Europe les protections oculaires doivent être certifiées selon la norme EN-166B[3] ;
- il est également déconseillé d'utiliser des répliques à bille de plomb, d'acier, de verre et bille explosive pour le tir hors cible par un souci évident de sécurité.

Liste non exhaustive des mesures préventives aux blessures liés à l’environnement :
- les joueurs peuvent porter des vêtements résistants aux milieux du jeu, prévenant des coupures ou des égratignures en cas de chute ;
- les joueurs peuvent utiliser des chaussures montantes pour prévenir les entorses et peuvent porter des protections au niveau des articulations, genouillères et coudière ;
- les joueurs peuvent observer des distances minimales d'engagement selon l'énergie potentielle des répliques utilisées afin de prévenir des touches douloureuses ;
- les joueurs peuvent interdire les tirs en aveugle et la visée de la tête lorsque cela n'est pas nécessaire afin de prévenir des touches douloureuses.

### Contrôles et règles d'énergie
Le contrôle de l'énergie potentielle des répliques est réalisé à l'aide d'un chronographe balistique ou « chrony ». Cet appareil sert à mesurer la vitesse des billes, et par ce biais, à déduire (selon la masse de la bille) l'énergie cinétique développée par le lanceur.
En 2012, à l'échelle internationale, aucune fédération ne réglemente les vitesses maximales à la bouche des différents types de répliques.
Cependant, certaines équipes françaises ou suisses adoptent les normes d'énergie suivantes, que ce soit par consensus ou règlement formel :
- jusqu'à 350 fps mesurés avec des billes de 0,20 g (soit environ 1,14 J) pour les lanceurs tirant en mode automatique, quel que soit leur type (ceci incluant les GBB, bien que peu d'entre eux disposent du tir automatique). Cette vitesse doit être atteinte avec des billes de 0,20 g, le grammage de référence, étant le plus souvent utilisé dans les lanceurs électriques et à gaz ;
- jusqu'à 400 fps mesuré avec des billes de 0,20 g (soit environ 1,48 J) pour les lanceurs tirant en mode semi-automatique, quel que soit leur type. Ces répliques se doivent généralement d'être modifiées, par le blocage du mode de leur tir en semi-automatique ;
- jusqu'à 463,37 fps mesuré avec des billes de 0,20 g (soit environ 2 J) pour les lanceurs limités au coup par coup. 2 J étant la limite légale autorisée pour que la réplique ne soit pas une arme catégorisée.

Leur utilisateurs ont quant à eux généralement l'obligation d'éviter tout engagement à moins de 5, 10, 15, 20, voire 25 m, en fonction de l'énergie potentielle de leurs répliques et des modes de tirs. Cette obligation, propre à chaque club, intervient dans le cadre du respect de son adversaire, en évitant de lui faire trop mal par un ratio cadence/énergie cinétique trop élevé.

## Terrains

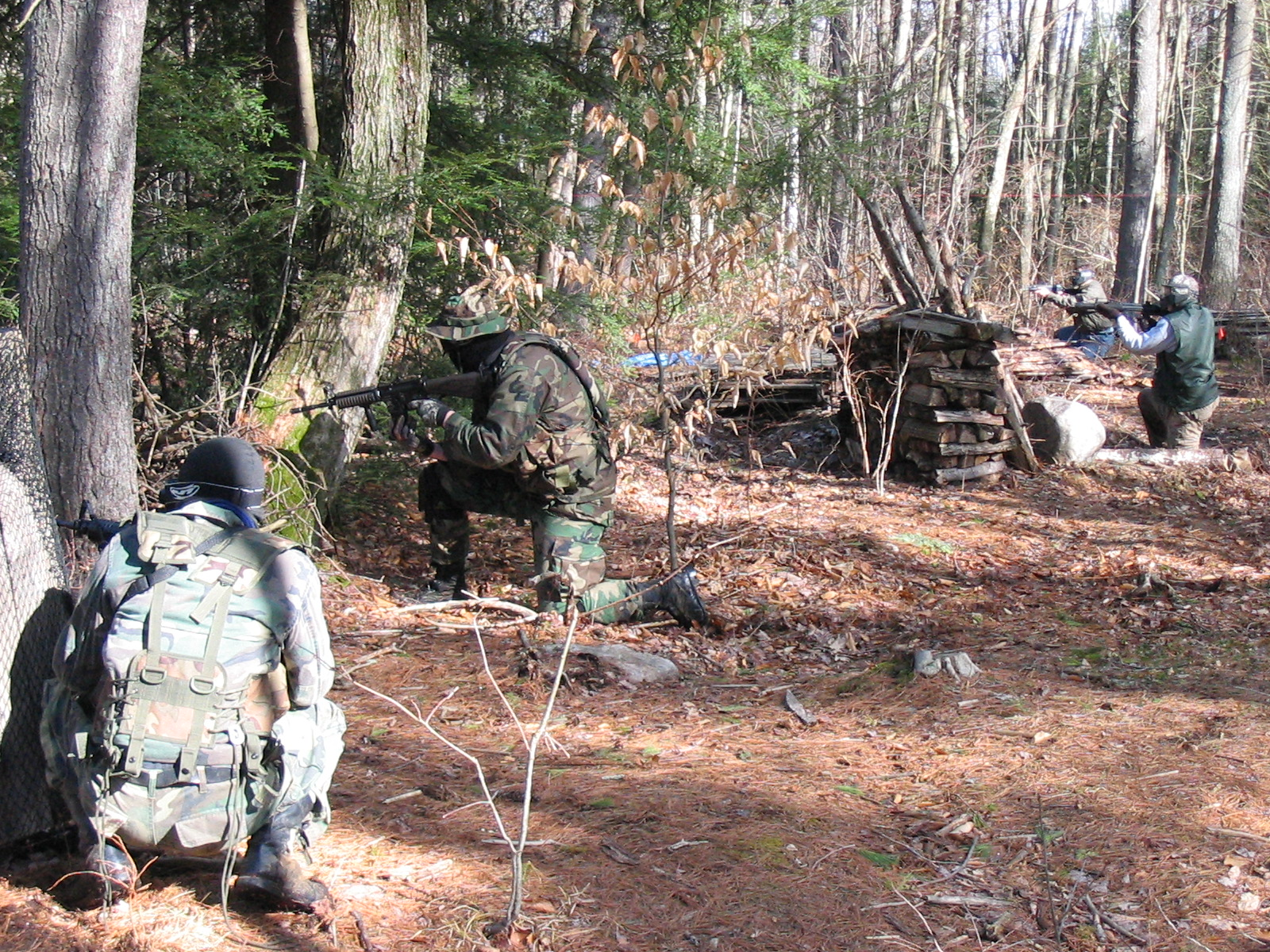
Joueurs d'airsoft en forêt.

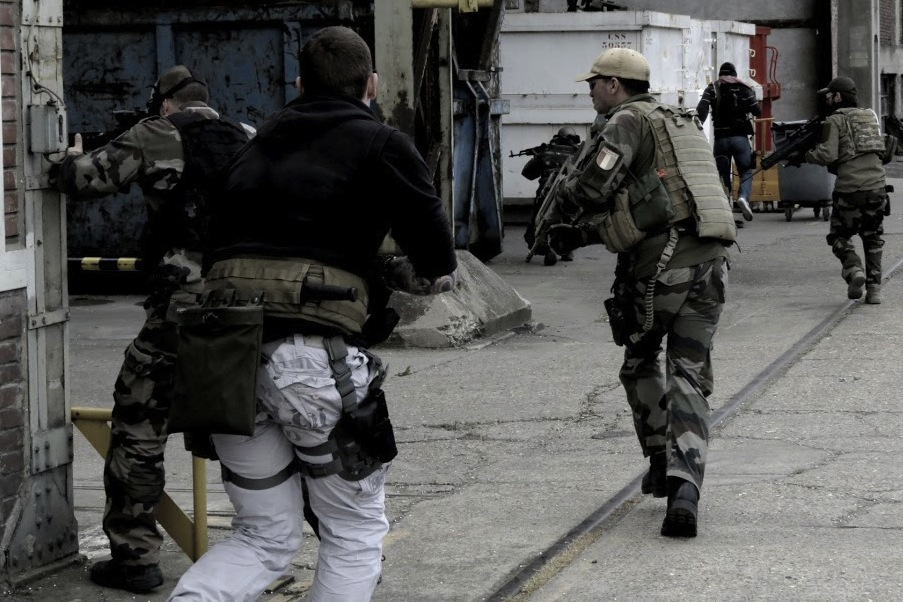
CQB Close Quarter Battle (lieu de combat fermé) Op dans des bâtiments.

L'airsoft se pratique habituellement sur des terrains naturels ou urbains. Les forêts et les constructions abandonnées (CQB) sont les terrains de jeu privilégiés. De façon à prévenir les différentes gênes engendrées par la pratique de l'activité, les terrains forestiers sont le plus souvent choisis pour leur isolement des habitations et les terrains urbains suivent la même logique dans la mesure du possible.
Si le terrain est librement accessible par des personnes non joueuses, la sécurisation est souvent réalisée par une signalisation sous forme d’écriteaux et rubans suivant le périmètre de la zone de jeu pour prévenir les gênes et risques oculaires encourus par les personnes non-joueuses.
Des terrains sont également louables afin de régulariser le jeu, que ce soit des terrains communaux ou des terrains privés.

## Règles et but du jeu
En concertation avec les différentes fédérations existantes, il a été établi une Charte de l'airsofteur, celle-ci est évolutive. Elle rassemble principalement les règles de sécurité, les comportements, l'énergie potentielle des répliques, les impératifs et les articles de loi du pays concerné, et ce, pour le bon déroulement de cette activité. Néanmoins, cela ne dispense pas, dans un premier temps, l'obligation d'un briefing de sécurité donné par l'organisateur pouvant reprendre des règles particulières propres au terrain ou à la Team visitée.
Dans un second temps, le briefing scénarios de jeu, celui-ci déterminent nécessairement le ou les buts du jeu, les règles selon l'énergie potentielle et les modes de tir des répliques (automatique, semi-automatique, coup par coup), d'engagement, de capacité d'emport de munitions, de moyens de communication, etc.
On peut dresser un inventaire non exhaustif des types de scénarios rencontrés : libération d'otage à la suite d'une prise d'otage par l'équipe adverse, prise de drapeau ou de position adverse, élimination ou escorte d'un VIP, déminage, évacuation de blessés, élimination de l'équipe adverse, etc.
Selon le degré de complexité du scénario, son jeu implique nécessairement une ou des tactiques et s'apparente à un réel sport d'équipe. Il est potentiellement riche en interactions entre joueurs car il peut présenter un large panel de compétences selon les besoins de ses aboutissements : médecin (avec la compétence de « soigner » les joueurs mis hors-jeu), ingénieurs (compétence technique), ou encore les snipers (compétence de tir longue portée), etc. Le nombre de variantes autour des différents types de jeu peut donc donner lieu à une multitude de modèles, garantissant un renouvellement du jeu constant. On pourrait toutefois considérer trois tendances : les scénarios minimaux, pratiqués le plus souvent, définissant un ou deux principes de réalisme ayant trait à l'énergie potentielle des répliques ou aux uniformes camouflés, les scénarios de simulation militaire (scénarios inspirés et ou mimant les conflits armés réels) et enfin, les scénarios jeu de rôle grandeur nature (scénario tournant autour de conflits purement fictifs, parfois futuristes, humoristiques, etc.).
L'auto-arbitrage est un composant habituel du jeu. En effet, le plus souvent, il n'y a pas d'arbitre extérieur lors du déroulement des parties pour comptabiliser les touches des joueurs ou veiller à l'observation des règles et conventions fixées en début de partie. Chaque joueur assume ainsi le double rôle de joueur-arbitre. D'où le débat sur la question de compétition appliquée à l'airsoft.
Certaines parties reproduisent fidèlement des groupes d'assaut de par le monde tant au niveau de l'équipement que des répliques utilisées et des scénarios empruntés aux conflits actuels. Ces parties sont dites RS (Real Style) Exemples d'impressions : Contractors (milice privée, États-Unis), SFG (États-Unis), DEVGRU (Navy SEALs, États-Unis),Commando parachutiste de l'air no 10 (France), Tsahal (Israël), SAS (RU), SWAT (États-Unis), 
Ces dernières années, l'apparition d'un airsoft moins portée sur le roleplay est constaté. Il est généralement nommé Speedsoft. il se caractérise par une absence de scénarios, des tenues privilégiant la praticité et l'absence de matériels militaires ou encore l'usage de répliques les plus légères possible (parfois nommées lanceurs car ne répliquant pas d'armes réels). Ce mode de jeux compétitif est assez proche du paintball et les tenues s'en rapprochent.
Ce genre de jeu n'a pas de normes concernant les terrains mais privilégie le CQB, plus adapté aux partie dynamique que prône le concept.

## Législation
L’airsoft est une activité légale dans de nombreux pays, cependant la législation admet des variantes et des exceptions. Par exemple, l’Allemagne interdit les répliques automatiques (tirant en rafale), et l’Indonésie, elle, interdit tout simplement cette activité.

### En France
Les répliques d’armes qu’utilisent les joueurs d’airsoft sont désormais considérées comme des armes factices : « objet ayant l'apparence d'une arme à feu susceptible d'expulser un projectile non métallique avec une énergie à la bouche inférieure à 2 joules » au sens du décret no 2013-700 du 30 juillet 2013 portant application de la loi no 2012-304 du 6 mars 2012 relative à l'établissement d'un contrôle des armes moderne, simplifié et préventif.
Décret remplacé par article R311 du code de sécurité intérieur au 01 juillet 2024 paragraphe II alinéa  7.
La législation sur l'utilisation des armes en l'espèce le port paragraphe III alinéa 10 et le transport paragraphe III alinéa 13 ne concerne pas les armes factices cf paragraphe IV alinéa 1

Cependant l'usage pour commettre un crime ou un délit sera considéré comme l'usage d'une arme par destination.
Un individu menacé lui-même ou constatant une menace pour autrui par une arme factice pourra légitimer l'usage d'une arme réelle à l'encontre de l'auteur s'il existe un doute crédible sur sa nature. (Cf: légitime défense article 122-5 du code pénal)
Le décret no 99-240 du 24 mars 1999 interdit : « la mise en vente, la vente, la distribution à titre gratuit ou la mise à disposition à titre onéreux ou gratuit des objets neufs ou d'occasion ayant l'apparence d'une arme à feu, destinés à lancer des projectiles rigides, lorsqu'ils développent à la bouche une énergie supérieure à 0,08 J et inférieure ou égale à 2 J » aux personnes de moins de 18 ans.
Le port d'uniformes et ou grades des unités et administrations tels que l'armée, la gendarmerie, la police nationale ou la police municipale, est interdit.
La réglementation française n'encadre pas explicitement le transport de répliques d'armes au niveau national, mais il est fait appel au bon sens des utilisateurs de par la réaction du public et les retombées négatives sur l'activité. Des arrêtés préfectoraux ont été pris dans certains départements pour interdire le port et le transport des répliques dans les lieux publics.
Des conditions particulières s'appliquent en Alsace et Moselle, en raison d'une législation différente du droit de chasse et de l'accès des chasseurs sur les terrains privés héritée du droit local et compliquant quelque peu l'exercice de la discipline pour toutes les lois éditées avant 1905.

### En Belgique
En Belgique, toute réplique d'Airsoft est une arme qui est classée dans la catégorie arme en vente libre (anciennement arme de chasse et de sport). L'énergie potentielle est limitée à 7,5 joules dans le cadre de réplique courte.
- La vente des répliques est interdite aux mineurs.
- La cession ou vente d'une réplique ne peut avoir lieu que sur présentation de la carte d'identité ou du passeport de l'acquéreur.
- Les exhibitions en public de particuliers ayant l'apparence de troupes militaires sont interdites (sauf exercices exécutés dans le cadre d'un sport reconnu par les communautés).
- Le port d'une réplique est interdit sur la voie publique.
- Le transport d'une arme en vente libre n'est permis qu'à celui qui peut justifier d'un motif légitime.
- Rien n'interdit la mise à disposition de répliques à des mineurs, que ce soit par leurs parents ou par des organisateurs.
- La vente professionnelle est soumise à l'obtention d'un examen d'aptitude professionnelle comme armurier et d'une agrégation du gouverneur de la province où réside le point de vente.
- Le transport des répliques doit se faire dans un étui ou une housse avec chargeur et accu enlevés de la réplique.

### En Suisse
Les répliques d'armes Airsoft rentrent dans le cadre de la Loi fédérale sur les armes, les accessoires d'armes et les munitions (LArm) comme suit :
Art. 4 Définitions : Par armes, on entend : […]
L'achat doit être contractualisé entre les deux parties par écrit. Ces dernières doivent conserver ce contrat d'achat durant 10 ans minimum. L'acheteur doit être de nationalité suisse ou posséder un permis C (résidence permanente). Dans ce dernier cas, les ressortissants de certains pays jugés à risque (pays de l'ex-Yougoslavie, Sri Lanka, Algérie, Turquie) n'y sont pas autorisés. Ceci depuis août 2008, quand la Suisse est rentré dans l'espace Schengen. Avant, une réplique d'Airsoft était considéré comme jouet.
La possession de répliques d'armes Airsoft ne nécessite pas de permis et n'est soumise à aucune déclaration.
Le transport doit être justifié (du magasin/réparateur au domicile, du domicile au terrain de jeu, etc. à l'aide d'un ticket d'achat ou par exemple un prospectus de l'événement sportif) et la réplique doit être vidée de son chargeur qui doit être dans un sac (ou au moins une poche) différent de celui de la réplique lors du transport et hors de vue des autres personnes. Mais il n'est pas nécessaire de posséder de permis puisqu'il n'en existe aucun.
L'utilisation sur lieu public est soumis à autorisation de la mairie, sur lieu privé du propriétaire. En cas d'intervention policière sur lieu non autorisé, la police peut considérer qu'elle a affaire à des armes réelles et s'engager en proportion de la menace (utilisation des armes de service autorisée).
L'utilisation de répliques airsoft par les mineurs est autorisée lors de manifestation airsoft et sous la surveillance d'adultes, par ailleurs l'achat de réplique airsoft est interdite au mineurs.

### Au Canada
L'airsoft est autorisé et les répliques sont vendues en armurerie, chez les détaillants, dans les grandes chaînes de magasin ou sur des sites spécialisés. Les corps sont en métal ou translucides. Les répliques complètement métalliques sont disponibles au Canada. On trouve la plupart des bonnes marques (Tokyo Marui, Systema, Classic Army, King Arms, ICS, G&G, etc.) chez les détaillants et les sites spécialisés. Les marques les plus communes dans les grandes chaînes de magasin sont de bas de gamme (Crossman, Remington, etc.). Il en résulte qu'un joueur voulant obtenir une bonne réplique d'airsoft de façon légale devra payer plus cher au Canada qu'aux États-Unis.
L'importation de répliques se fait principalement par une entreprise ayant un permis. L'importation de réplique d'airsoft est légale pour les particuliers mais comporte de fortes chances de saisie aux douanes dues à la complexité des lois canadiennes. Pour cette raison, la communauté d'airsoft au Canada déconseille aux particuliers de tenter d'importer des répliques. La vente de réplique est restreinte aux adultes (18+ ans). Certaines caractéristiques peuvent faciliter le passage aux douanes : mais le risque de saisie reste important. Il est généralement possible d'importer des pièces de rechange, à l'exception du bas du corps et des chargeurs contenant de fausse munition apparente. Notons que les capuchons orange ne sont pas obligatoires au Canada, mais le sont aux États-Unis. Ainsi, les répliques importées des États-Unis ou qui sont destinées à leur marché seront logiquement dotées d'un embout orange.

### Aux États-Unis
Toutes les répliques sont autorisées par la loi fédérale sans restriction de vente ou d'énergie potentielle mais doivent toutes avoir le « cache-flamme » de couleur orange pour distinguer une arme d'une réplique.
Néanmoins cet argument ne convainc pas pour autant tous les joueurs et souvent ils se débarrassent de cette couleur en repeignant ou en remplaçant la pièce par souci de réalisme.
Certains États ont par ailleurs des particularités.

## Impact culturel

### Image de l'airsoft dans les médias
- Si vous ne connaissez pas le sujet, laissez ce bandeau (vous pouvez alors contacter les auteurs).
- Si vous supprimez le contenu mis en cause (vous pouvez préalablement contacter les auteurs),

argumentez précisément cette suppression dans la page de discussion
(un manque de référence n'est pas un argument ; une recherche réelle de référence doit avoir été effectuée, être formellement documentée).
Il n'y a aujourd’hui aucune étude ou sondages pouvant rendre compte de l'opinion publique sur l'airsoft, nous connaissons néanmoins sa place dans les médias.
Le média de prédilection de l'airsoft est Internet et particulièrement les forums de discussion spécialisés par lesquels la communauté a le plus de visibilité sur la scène publique et autour desquels elle s'organise en héritant le plus souvent de plusieurs de leurs codes, par exemple, les pseudonymes et le tutoiement. Mais l'airsoft est également visible de par les nombreuses boutiques en ligne, françaises ou étrangères qui sont pour une grande partie, correctement référencés dans les résultats des grands moteurs de recherche.
La presse locale et nationale font également état de l'activité de façon régulière.
Pour la télévision et la radio, de nombreux reportages de journaux nationaux et locaux ont déjà traité du sujet, exposant le point de vue des joueurs, des vendeurs de répliques et de l'opinion.

#### Du point de vue médiatique des joueurs sur leur activité
Il est assez fréquent qu'un fait divers mentionne une infraction ou un crime commis avec une réplique d'arme. Cette dernière catégorie de reportages mettant le plus souvent en exergue la parole des syndicats de police, pousse de nombreux joueurs à prendre appui sur des précédents dans d'autres pays, notamment le Royaume-Uni avec le texte VCRA, et à redouter que l'augmentation de ces faits-divers sur la scène médiatique ne renforce dans l'esprit du législateur une volonté d’interdiction ou de réglementation plus stricte de l'activité. Cette augmentation des faits-divers impliquant l'usage d'un airsoft gun sur la scène médiatique est à compléter par celle de la scène locale. Ainsi, de nombreux pratiquants tendent à penser que les comportements à risques qu'ils rencontrent dans leur aire géographique de jeu, comme l'usage d'un terrain sans l'accord de son propriétaire, l'usage de répliques hors-limites légales ou la pratique d'un jeu « limite » au sens des usages habituels sur le jeu nuisent fortement à l'image publique de l'activité.
En résulte un constat d'opinion fait par de nombreux joueurs : aux yeux du public et de par sa nature même qui mime la guerre, l'airsoft est soumis aux mêmes a priori sociaux que la guerre réelle. (Ces mêmes a priori se confondent parfois avec ceux au sujet des jeux vidéo dits et classés « violents ».)
De nombreux joueurs ressentent donc le besoin d'expliquer leur activité en justifiant de ce réalisme mimétique par certains impératifs du jeu lui-même : se camoufler dans la forêt et chercher une cohérence entre arme et équipement. Certains autres ne font pas état de leur pratique de peur du jugement de l'opinion publique (a priori considérant les joueurs comme para-militaires) ou tout simplement par peur du désintérêt de leurs interlocuteurs, créant de fait une hostilité ou une indifférence à l’égard de l'airsoft tout à fait relative et qui n'est de fait pas vérifiable. Enfin, d'autres joueurs, associations ou fédérations, tendent à promouvoir leur activité auprès de l'opinion publique et des représentants de l'État en montrant les aspects positifs inhérents à toute activité ludique et sportive : camaraderie, amitiés, rencontres, socialisation, etc.

## Pratique par pays

### En France
En France la pratique de l'airsoft se fait le plus souvent par le biais d'associations loi de 1901 (déclarées en préfecture ou tribunal selon le département). L'activité est également pratiquée par des joueurs regroupés en associations de fait (association non déclarée et sans statut juridique).
Les équipes peuvent avoir un code vestimentaire et matériel particulier donnant une identité visuelle à l'équipe lors des rencontres durant lesquelles deux ou plusieurs équipes s'affrontent. Les airsofteurs ne sont néanmoins pas tous intégrés dans des équipes et il n'est pas rare de voir de nombreux joueurs évoluer pendant plusieurs années en dehors des équipes. Ces joueurs sont appelés des « joueurs freelance » ou « freelancers ».
Les équipes françaises tendent aujourd’hui vers une reconnaissance plus officielle en créant des associations loi de 1901, en souscrivant à des assurances et en se fédérant sous la bannière de la Fédération française d'airsoft (FFA). Internet contribue largement à l’essor de cette discipline et les airsofteurs se rencontrent de plus en plus grâce aux divers forums nationaux ou régionaux.
Les présidents d'association et/ou leurs représentants devraient constamment avoir avec eux la copie des statuts et déclaration de l'association, l'autorisation d'utilisation du terrain, une attestation de couverture d'assurance de leur association pour la pratique de l'Airsoft, les copies des décrets 95-589 du 6 mai 1995 et 99-240 du 24 mars 1999 qui sont deux des textes de loi qui concernent et régissent cette activité lorsqu'ils se trouvent en partie avec leurs membres.

### En Belgique
On notera que, à la suite de la reconnaissance en mai 2008 de Airsoft Alliancie Belgïe vzw (AAB) par le BLOSO comme « alliance sportive officielle de l'airsoft », l'airsoft est officiellement reconnu comme « sport amateur » en Flandre.
En Wallonie depuis avril 2012, l'Alliance Airsoft Wallonie Bruxelles asbl (AAWB) est reconnue comme sport par la Ligue francophone belge des sports d'entreprises et de loisirs (LFBSEL). (L'AAWB a été dissoute le 1er janvier 2014).
La Fédération francophone d'airsoft belge (FFAB) (jusqu'à la date du 22 janvier 2014) a été lancée lors du 2e salon national d'airsoft (qu'il organisait) au Palais des expositions de Charleroi fin 2010, elle se veut plus active (soutien juridique, don de matériel pour lancement des nouvelles équipes) et représentative (présente dans les salons), avec un service de prêt gratuit et une représentation plus large de l'airsoft (IPSC Action Air…).
Concrètement, ils interviennent afin d'annuler les arrêtés de police pris à l'encontre de l'airsoft dans certaines communes (ex. : Mettet), intervention (pour leurs membres) auprès des autorités afin de prévoir la restitution des répliques saisies, soutien auprès des autorités communales pour l'établissement de dossier d'autorisation de jeu sur terrain, etc.
Depuis le 22 janvier 2014 (départ de son président fondateur), la FFAB a changé son nom le 14 février 2014 (date de parution MB) et est devenue la FBA (Fédération Belge d'Airsoft). Nouveau nom et nouvelle gestion interne, celle-ci a pris fin en mars 2019, sans avoir rempli ses obligations vis à vis de représentant de l'airsoft dans notre pays (représentation lors d'événement, média, soutien, reconnaissance de notre activité, ...).

### Marques et importateurs de répliques d'airsoft
- A&K
- APS
- ASG
- Airsoft Innovations
- Arcturus
- Ares
- Army
- Beretta
- BO Dynamic
- Classic Army
- Cybergun
- Cyma
- Crossman
- Deep Fire
- D'Boys / Boyi
- E&L
- Evolution Airsoft
- Emerson Combat
- FMA
- DFSZ
- Double Eagle
- Dytac
- G&G
- G&P
- GSG
- ICS
- Jing Gong
- Kart
- King Arms
- KJW
- KWA
- KWC
- KYOU AIRSOFT
- Lancer Tactical
- LCT
- Magpul
- Marushin
- Maruzen
- Modify
- Polarstar
- Saigo Defense
- Silverback Airsoft
- SKW Airsoft
- Specna Arms
- SRC
- Star
- Stark Arms
- STI
- Systema
- Tanaka
- Tokyo Marui
- Tercel
- Tippmann
- Umarex
- VFC (Vega Force Company) / Umarex
- Viper Tech
- WA
- WE